# La Roda d'Espectacles Infantils i Juvenils als Barris
La Roda d'Espectacles Infantils i Juvenils als Barris és una entitat creada el 1977 amb seu a Barcelona que agrupa 100 associacions de 37 poblacions de Catalunya i que s'ocupa de promoure el lleure infantil i juvenil, principalment als barris considerats més deficitaris en integració social i cultural.
El 2001 va rebre la Creu de Sant Jordi en reconeixement del gran impuls que ha desenvolupat en la dinamització de la cultura popular i tradicional catalana, així com l'ús del català en espectacles de qualitat i cicles de tallers de manera estable per a formar tant infants com monitors.